# حروب الاستقلال الليتوانية

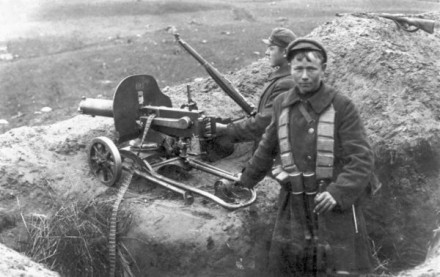

يقصد بحروب الاستقلال الليتوانية، والمعروفة أيضًا باسم «النضال من أجل الحرية»، (باللغة الليتوانية: Laisvės kovos)؛ الحروب الثلاثة التي خاضتها ليتوانيا في الدفاع عن استقلالها في نهاية الحرب العالمية الأولى: الحرب ضد القوات البلشفية (ديسمبر 1918 -أغسطس 1919)، والحرب ضد جيش التطوع الروسي الغربي أو «البيرمانتز» (يونيو 1919 - ديسمبر 1919)، والحرب ضد بولندا (أغسطس 1920 - نوفمبر 1920). وقد نتج عن هذه الحروب تأخر الاعتراف الدولي بليتوانيا المستقلة وتأخر تشكيل مؤسساتها المدنية.

## الخلفية أو المعلومات الأساسية
بعد تقسيم الكمنولث البولندي -الليتواني في عام 1795، ضمت الامبراطورية الروسية دوقية ليتوانيا الكبرى. نشأت الصحوة الوطنية الليتوانية خلال القرن التاسع عشر، واشتدت الحركة الداعية إلى إنشاء دولة مستقلة خلال أوائل القرن العشرين. خلال الحرب العالمية الأولى، احتلت ألمانيا أرض ليتوانيا، وذلك منذ سنة 1915 وحتى نهاية الحرب في نوفمبر 1918.
في 16 فبراير 1918، أعلن «مجلس ليتوانيا» استعادة استقلال ليتوانيا عن جميع الروابط القانونية السابقة مع دول أخرى. وأكد الإعلان على الحق في تقرير المصير، بما يعني إنشاء دولة داخل الأراضي العرقية الليتوانية. منعت قوات الاحتلال الألمانية في البداية إشهار وإعلان قانون الاستقلال، ولكنها اعترفت بالإعلان في 23 مارس 1918؛ وقد غيرت خططها إلى إنشاء شبكة من البلدان التابعة. ورغم ذلك، لم تسمح ألمانيا للمجلس بإنشاء قوة عسكرية أو قوة شرطية أو مؤسسات مدنية ليتوانية. في 11 نوفمبر 1918، وقعت ألمانيا هدنة مع الجبهة الغربية وخسرت الحرب والسيطرة على ليتوانيا. تشكلت أول حكومة وطنية بقيادة «أوغسطينس فولديماراس». أصدر «فولديماراس» إعلانًا مفاده أن ليتوانيا لا تحتاج إلى قوة عسكرية، بما أنها لا تخطط لخوض حرب، وأن الأمر لا يتطلب سوى تكوين ميليشيا صغيرة. لم تكن هذه النظرة واقعية؛ لأنه سرعان ما اندلعت النزاعات العسكرية.

## تكوين الجيش
صدر أول قانون تشريعي لتكوين الجيش في 23 نوفمبر 1918. سارت عملية تطوير وتنظيم الجيش ببطء؛ بسبب نقص التمويل والأسلحة والذخيرة والقادة العسكريين ذوي الخبرة. وفي 20 ديسمبر ذهب «أنتاناس سميتونا» و«فولديماراس» إلى ألمانيا لطلب المساعدة. وصلت المساعدة في نهاية عام 1918، عندما دفعت ألمانيا للحكومة الليتوانية نحو مئة مليون مارك كتعويضات. استمر تنظيم الجيش الليتواني الجديد تحت رعاية الجيش الألماني الذي كان ينسحب بالتدريج على مراحل. نجم عن رحيل الزعيمين «أنتاناس سميتونا» و«فولديماراس» وضعًا داخليًا صعبًا. فقد أحل مجلس ليتوانيا وزارة «فولديماراس»؛ وأصبح «ميكولاس سلييفيتش» رئيس وزراء ليتوانيا، وقد قام «ميكولاس سلييفيتش» بتشكيل مجلس الوزراء في 26 ديسمبر 1918. بعد عدة أيام، أصدر «ميكولاس سلييفيتش» بيانًا يعلن فيه عن شعوره بتواجد مخاطر تهدد البلاد. وقد دعا من خلال هذا البيان، الموجَّه للرجال الليتوانيين، إلى التطوع للانضمام إلى الجيش من أجل الدفاع عن البلاد.
وُعد المتطوعون الليتوانيون الذين وافقوا على الانضمام إلى القوات العسكرية بالحصول على أراضي حرة. وقد حاولت ألمانيا في البداية، وفاء منها بالتزام الهدنة لدعم استقلال ليتوانيا، تنظيم قوة تطوعية من الوحدات المتبقية في إقليم ليتوانيا، ولكن تلك المحاولات باءت بالفشل. اُختطف العديد من البحارة (كريمبس) وأُرسلوا إلى ألمانيا من أجل التجنيد التطوعي، سرعان ما شُكِّلت فرقة من المتطوعين، وقد دُفع لهم خمس مارك يوميًا، بالإضافة إلى 30 مارك في الشهر. بدأت الوحدات الأولى تصل إلى ليتوانيا خلال يناير 1919، وذلك على الرغم من استبعاد العديد منهم بسبب سوء حالته الصحية. بحلول نهاية يناير، تمركز نحو 400 متطوع في أليتس، ويونافا، وكدينياي، وكاوناس. وشكلوا قوام الفرقة الساكسونية السادسة والأربعين، التي أعيد تسميتها في مارس إلى «لواء المتطوعين الجنوبيين في ليتوانيا». كان اللواء يتكون من الفوج الـ 18، الـ 19، والـ 20. غادرت آخر هذه القوات الألمانية، والمعروفة أيضًا باسم «فرايكوربس»، ليتوانيا في يوليو 1919.
بعد نجاح محاولات حشد قوة تطوعية للدفاع عن الأراضي الليتوانية، بدأت التعبئة العامة في 5 مارس 1919 لزيادة عدد القوات المسلحة الليتوانية. انطبق ذلك على الرجال المولودين بين عام 1897 و 1899. في نهاية صيف 1919، كان عدد الرجال في الجيش الليتواني نحو 8,000 رجل. قُتل نحو 1,700 متطوع ليتواني، وأصيب أكثر من 2,600، وفُقد نحو 800؛ خلال الحروب التي تلت ذلك. وقد ذكر المؤرخ «ألفونساس إيدينتاس» أن إجمالي عدد الوفيات قد بلغ 1444 قتيل.

## الحرب ضد بولندا
في يونيو 1920، استولى الجيش الروسي على مدينة فيلنيوس عاصمة ليتوانيا. وبعد فترة وجيزة من هزيمتهم في معركة «وارسو»، سلّم الجيش الأحمر المنسحب؛ المدينة إلى ليتوانيا بموجب شروط معاهدة السلام الموقعة في الثاني عشر من يوليو. وقد بدأت المفاوضات في محاولة لتفادي نشوب نزاع مسلح بين بولندا وليتوانيا. ووُقعت اتفاقية «سوواكي» في السابع من أكتوبر. ولكن في الثامن من أكتوبر، وقبل بدء سريان الاتفاق بشكل رسمي، نظم «لوتسيان جليغوفسكي» تمردًا من قِبَل القوات البولندية؛ بناءً على أوامر من الزعيم البولندي «يوزف بيوسودسكي». اجتاحت القوات البولندية مدينتي فيلنيوس وسوواكي. لم تواجه القوات البولندية، في البداية، مقاومة مسلحة كبيرة، ومن ثم أوقفت اللجنة العسكرية لـ«عصبة الأمم» الهجوم الليتواني المضاد. ومنذ أن وقعت مدينة فيلنيوس تحت سيطرة بولندا، أعلنت الحكومة الليتوانية كاوناس كعاصمة مؤقتة لليتوانيا. وقد استمر النزاع حول فيلنيوس طوال فترة الحرب.

## تمرد لوتسيان جليغوفسكي
نظم «لوتسيان جليغوفسكي» تمردًا من قِبَل القوات البولندية؛ وذلك بناءً على أوامر من رئيس الدولة البولندي «يوزف بيوسودسكي»، سيطرت هذه القوات على مدينة فيلنيوس عاصمة ليتوانيا في خريف عام 1920. غير أنه بعد ذلك بفترة قصيرة، بدأت القوات الليتوانية تكتسب اليد العليا في هذا النزاع، فاكتسبت القوات «المتمردة» دعم الجيش البولندي النظامي. في علم التأريخ؛ يعتبر هذا العمل العسكري استمرارًا للحرب البولندية الليتوانية.